# Libor Terš
Libor Terš (* 24. srpna 1963 Praha, Československo) je český herec, který se věnuje převážně dabingu.

## Televizní a filmová kariéra
Libor Terš je českým divákům známý především díky svému typicky zabarvenému hlasu. Nadaboval dr. Jamese Wilsona  v seriálu Dr. House, slyšet jsme jej mohli v seriálu Kriminálka Miami, kde namluvil roli detektiva Franka Trippa. Hlas propůjčil též kreslenému Asterixovi. Jeho syn Adam Terš se věnuje také dabingu. Dříve namlouval reklamy na cestovní kancelář Fischer.
Znám je také z mnoha hollywoodských filmů, ke kterým patří Madagaskar (role Kowalski), Vítejte v džungli nebo Armageddon. Taktéž poskytl hlas postavě Joka Warnera (v 1. řadě) v animovaném seriálu Animáci.
Sám se pak objevil v televizních filmech Osudné dveře, Swingtime a Stříbrná vůně mrazu, v povídce cyklu Bakaláři 1998 Bedřich má psy rád a v pohádce O princi, který měl o kolečko víc v roli nápadníka princezny Nely.
Také je hlasem dětské televizní stanice Minimax.Také dabuje kapitána Horatia Turbota z Tlapkové patroly.

## Filmografie

### Televizní filmy
- 1991 – Osudné dveře
- 1992 – O princi, který měl o kolečko víc
- 1998 – Bakaláři 1998 – Bedřich má psy rád
- 2006 – Swingtime
- 2005 – Stříbrná vůně mrazu
- 2022 – Dům na vlnách